# Aikie Bakema
Aeilke (Aikie) Bakema (Sappemeer, 20 april 1931 – Veendam, 10 februari 1994) was een Nederlands voetballer die uitkwam voor HSC. Hij speelde vier jeugdinterlands. Op 21-jarige leeftijd kwam een einde aan zijn voetbalcarrière.

## Loopbaan

### Beginjaren
De zoon uit een stukadoorsfamilie was een talentvolle aanvaller in de junioren van HSC. 
De uitverkiezing voor het Nederlands jeugdelftal 16–18 jaar in 1949 was een bijzondere gebeurtenis. Uniek, niet alleen voor HSC en Sappemeer maar voor geheel Noord-Nederland, meldt de club in de jubileumuitgave van 2024 bij het 125-jarig bestaan. Hij debuteerde in het seizoen 1948/49 in het eerste elftal dat uitkwam op het hoogste niveau, de Eerste klasse Noord.

### Jeugdinternational
Hij werd in het voorjaar van 1949 geselecteerd voor het Nederlands jeugdelftal. Hij speelde mee in de drie duels om het Europees kampioenschap dat in Nederland werd gehouden. 
Bij zijn internationale debuut op 18 april 1949 tegen Oostenrijk scoorde hij het derde doelpunt (3-1).
Bakema won met zijn team ook de tweede wedstrijd. In het Olympisch stadion in Amsterdam werd Noord-Ierland op 19 april met 2-0 verslagen. De finale op 21 april was de dag nadat Bakema zijn achttiende verjaardag vierde. Voor 18.000 toeschouwers in Sparta-stadion Het Kasteel in Rotterdam won het Franse jeugdelftal het toernooi door de 4-1 zege.
Hij speelde een jaar later zijn vierde en laatste jeugdinterland voor Nederlands elftal 18–20 jaar. De uitwedstrijd tegen België op 16 april 1950 werd met 3-1 verloren.
Hij kwam ook uit voor het Noordelijk jeugdelftal en het Groninger elftal.

### Debuutjaar
Toen Bakema in 1948 als zeventienjarige debuteerde, had HSC de beste periode achter de rug met de tweede plaatsen in 1940 en 1941. In zijn debuutjaar streed de club tegen degradatie en bleef op het nippertje in de Eerste klasse. Door de 3-1 zege op Velocitas op de slotdag op 27 maart 1949, met een treffer van Bakema, sleepte HSC een beslissingswedstrijd uit het vuur.
Daarin stelde HSC het verblijf in de hoogste klasse veilig door de 2-1 zege op Emmen op 3 april 1949.

### Topscorer
In het seizoen 1949/50 werd hij met dertien treffers voor eerst clubtopscorer. HSC wist zich dat jaar opnieuw te handhaven maar een jaar later lukte dit niet meer. Na een zeventienjarig verblijf moest de club uit Sappemeer in 1951 de hoogste klasse verlaten.
Bakema was met twaalf doelpunten de meest scorende HSC-speler in het degradatiejaar. Hij speelde nog een jaar in de Tweede klasse waarin HSC in het seizoen 1951/52 als tweede eindigde. Hij werd voor de derde keer op rij clubtopschutter, nu met veertien doelpunten. 

### Vroegtijdig einde
Op 21-jarige leeftijd kwam al een einde aan zijn voetballoopbaan. Hij kreeg gezondheidsklachten (reuma en ziekte van Bechterew) en moest op medisch advies stoppen met voetbal.
Als grensrechter bleef hij toch bij zijn team betrokken. Doordat hij zijn beroep als stukadoor niet meer goed kon uitoefenen, begon hij in 1965 een slijterij in Hoogezand.
Hij overleed op 62-jarige leeftijd in 1994 in zijn woonplaats Veendam.

## Clubstatistieken
| Seizoen | Club   | Land      | Competitie            | Competitie | Competitie | Beker | Beker | Internationaal | Internationaal | Overig | Overig | Totaal | Totaal |
| Seizoen | Club   | Land      | Competitie            | Wed.       | Dlp.       | Wed.  | Dlp.  | Wed.           | Dlp.           | Wed.   | Dlp.   | Wed.   | Dlp.   |
| ------- | ------ | --------- | --------------------- | ---------- | ---------- | ----- | ----- | -------------- | -------------- | ------ | ------ | ------ | ------ |
| 1948/49 | HSC    | Nederland | Eerste klasse Noord   | 12         | 2          | –     | 0     | 0              | 0              | 1      | 0      | 13     | 2      |
| 1949/50 | HSC    | Nederland | Eerste klasse Noord   | 18         | 13         | –     | 0     | 0              | 0              | 0      | 0      | 18     | 13     |
| 1950/51 | HSC    | Nederland | Eerste klasse Noord   | 20         | 12         | –     | 0     | 0              | 0              | 0      | 0      | 20     | 12     |
| 1951/52 | HSC    | Nederland | Tweede klasse B Noord | 20         | 14         | –     | 0     | 0              | 0              | 0      | 0      | 20     | 14     |
| Totaal  | Totaal | Totaal    | Totaal                | 70         | 41         | 0     | 0     | 0              | 0              | 1      | 0      | 71     | 41     |